# Symposion

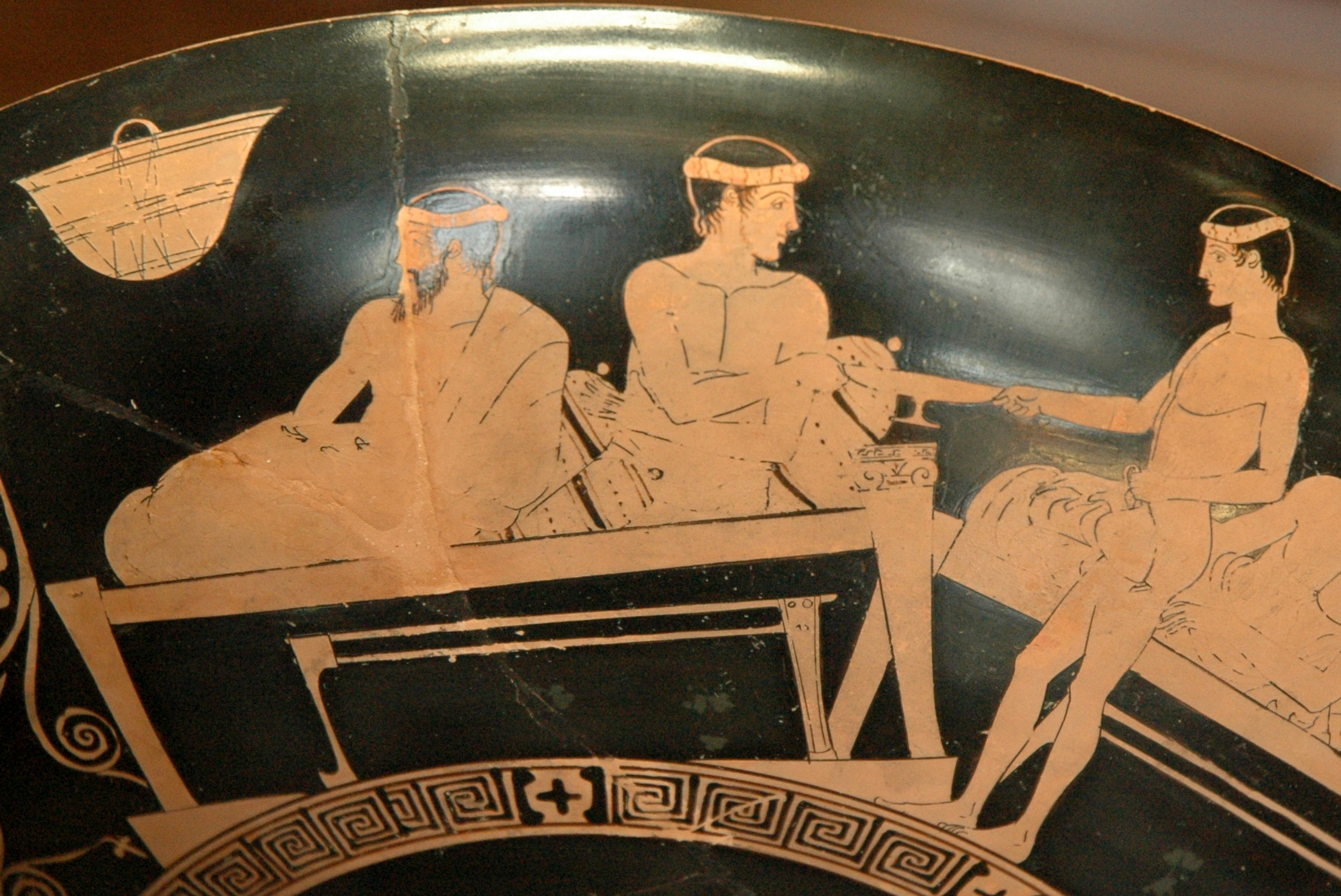
Mladík servíruje víno; pravou rukou podává mělký kylix, v druhé drží oinochoé. Kolem 460–450 př. n. l.

Symposion (řecky συμπόσιον, symposion – „společná pitka“; ze συμπίνειν, sympinein – „pít spolu“; latinsky convivium) bylo ve starém Řecku a Římě důležitou společenskou institucí. Bylo to fórum pro muže dobrého původu, kteří mohli debatovat, intrikovat, chvástat se nebo prostě popíjet a bavit se s ostatními. Symposion se často konalo na oslavu uvedení mladých mužů do aristokratické společnosti, ale také při jiných zvláštních příležitostech, jakými byla například vítězství ve sportovních či básnických soutěžích.
Pro konání symposií byl obvykle určen andron, část domu určená mužům. Účastníci se usadili na lehátkách v tricliniu. Na sympozium dohlížel symposiarchos, který mimo jiné rozhodoval o poměru, v jakém se víno bude mísit s vodou. Řekové i Římané obvykle podávali víno ředěné; pití čistého vína bylo považováno za zvyk necivilizovaných národů. Víno se z amfor stáčelo do velkých měsidel (krátér), zde se naředilo vodou (víno bylo poměrně silné a mívalo kolem 16 % alkoholu, ředilo se obvykle v poměru jeden až dva díly vína ke třem dílům vody) a pomocí konvic (oinochoé) se rozlévalo do číší (kylix).
Při řeckých sympoziích se víno pilo jen po jídle a ženy byly z této události vyloučeny. Při římském sympoziu se víno podávalo před jídlem, při něm i po něm a ženy se mohly zúčastnit. Byly zachovávány tradiční obřady, zejména úlitby – odlití malého množství vína na počest různých bohů nebo oplakávaných mrtvých.